# 土庫 (雲林縣大字)
23°40′35″N 120°23′27″E / 23.67639°N 120.39083°E
土庫，是台灣雲林縣土庫鎮的一個傳統地域名稱，也是全區主聚落及商業中心所在地，位於該鎮東南部。相較於今日行政區，其範圍大致包括宮北里、順天里、忠正里。

## 歷史
台灣清治末期至日治初期，土庫地區為一街庄，稱為「土庫庄」，隸屬於大坵田堡。該庄西北與石廟仔庄為鄰，東北與三合庄為鄰，東南邊為過港庄，西南邊及西邊為新興庄。
1901年（日治明治三十四年）11月，全台廢縣廳改設二十廳，該庄隸屬於斗六廳。1903年（明治三十六年）6月，該庄編入「土庫區」，隸屬於斗六廳。1909年（明治四十二年）10月，合併二十廳為十二廳，土庫區改隸屬於嘉義廳。1920年（大正九年），全台地方制度大改正，廢十二廳改設五州二廳，該庄改制為「土庫」大字，隸屬於臺南州虎尾郡土庫庄。1943年10月，土庫庄升格為土庫街。
戰後土庫街改制為土庫鎮，隸屬於臺南縣，大字亦改制為里。1950年10月，雲、嘉、南分治，土庫鎮改隸屬雲林縣。

## 聚落
本地區發展較早的聚落為土庫，在日治期初期的官方地圖上已有記載。此外，本地區尚有小竹圍聚落。

## 交通
省道台78線即「東西向快速公路－台西古坑線」，是雲林縣境內的東西向快速公路，大致以西北西—東南東走向轉西南西—東北東走向經過土庫地區北部邊界外不遠處的石廟子、三合地區。最近的交流道是位於北微西方鄉道雲97線交會處的土庫交流道。由此向西可前往元長、東勢、台西等地；向東可前往虎尾、斗南、古坑、高厝林子頭的東側端點（古坑端）並止於國道3號古坑系統交流道；亦可於雲林系統交流道轉接國道1號前往台灣西部南北各地。
縣道145號（建國路、林森路、中央路）是彰化縣埤頭鄉至嘉義縣六腳鄉港尾寮的道路，大致先以東北東—西南西走向與縣道158甲線共線到達本地區東北部凸出部分的東南端後，沿該凸出部分南側邊界而行，至林森路路口轉南微東獨行並出境，其後繞大彎轉西南西，至本地區東南部南側邊界入境並轉西，經縣道145甲線路口轉西北西再轉西南微西以至於本地區西南部邊界出境。由該道路向東北東轉東北獨行後可前往虎尾、西螺、埤頭等地，向西南微西可前往元長、北港、六腳的港尾寮並止於省道台19線路口。
縣道145甲線（中華路）是土庫至嘉義縣新港的道路，其北側端點（起點）位於土庫聚落西南部的土庫圓環，也就是鄉道雲100線終點路口暨鄉道雲173線起點路口。由此向西南微南經縣道145號路口後出境，可前往元長東部、新港北部並止於縣道157號路口。
縣道158甲線（復興路、建國路）是台西鄉崙子頂至竹山鎮桶頭的道路，大致以西北微北—東南微南走向由本地區西北部邊界北側入境後蜿蜒而行，至本地區東南部邊界北側轉東北東，經縣道145號右側路口後與其共線以至出境。由該道路向西北微北轉西北高鐵高架橋下、省道台78線（東西向快速公路－台西古坑線）高架橋下後可前往馬公厝、褒忠中部、東勢北部、台西等地；向東北東獨行後轉東南東可前往虎尾南端、斗南、古坑、竹山等地。
鄉道雲95線（仁和路、中山路、成功路）是北溪厝至溪埔寮的道路，大致以東北微北—西南微南由本地區東北部邊界北側入境，經縣158甲線路口後到達本地區東南部邊界，至成功路路口轉東南東出境。由該道路向東北微北可前往三合西部、竹圍子西部、北溪厝地區南部並止於縣道158號路口；向東南東轉南南東蜿蜒而行，可前往過港地區的溪埔寮聚落並止於鄉道雲96線路口。
鄉道雲98線（光復路）是潮洋厝至頂竹圍的道路，其東南側端點（終點）位於本地區西部凸出部分西南側邊界上的鄉道雲100線轉角路口（新興地區頂竹圍聚落東郊）。由此向西北沿邊界而行，出境後轉西微北可前往石廟子西南端、大荖、崙內、馬公厝西南部、潮洋厝並止於省道台19線路口（潮洋厝聚落北北東郊）。
鄉道雲100線（文化路、光復路）是潭東至土庫的道路，其東側端點（終點）位於本地區西南部的土庫圓環，也就是縣道145甲線起點路口暨鄉道雲173線起點路口。由此向西北達到本地區西北部邊界後，沿本地區西北部凸出部分的西南側邊界而行，至鄉道雲98線終點路口轉西南西（文化路）出境，可前往新興北部、埤腳、子茂北端、山子內中部、合和、元長西端、潭內並止於鄉道雲166線路口。
鄉道雲173線（聯美路）是土庫至牛埔寮的道路，其北側端點（起點）位於本地區西南部的土庫圓環，也就是縣道145甲線起點路口暨鄉道雲100線終點路口。由此向南南東行，出境後經縣道145號路口可前往過港中部偏西南、田子林西部、舊庄、大埤與游厝交界地帶並止於縣道157號路口（游厝地區牛埔寮聚落北郊）。

## 學校
- 土庫商工
- 土庫國小